# Joseph Larweh Attamah
Joseph Larweh Attamah (sinh 22 tháng 5 năm 1994) là một cầu thủ bóng đá Ghana thi đấu ở vị trí hậu vệ cho câu lạc bộ Thổ Nhĩ Kỳ İstanbul Başakşehir F.K..

## Sự nghiệp
Sinh ra ở Ghana, Attamah khởi đầu sự nghiệp với câu lạc bộ địa phương Tema Youth nơi anh thi đấu ít nhất 15 trận ở Giải bóng đá ngoại hạng Ghana mà không ghi được bàn nào. Vào tháng 8 năm 2014 lần đầu tiên anh ra nước ngoài và gia nhập đội bóng ở Turkish First Division Adana Demirspor. Attamah thi đấu cho U-20 Ghana và tham dự Cúp bóng đá U-20 thế giới 2013, ghi được một bàn thắng.